# Caligavis chrysops
Caligavis chrysops là một loài chim trong họ Meliphagidae.
Tiếng kêu trong và lớn của loài chim này thường bắt đầu hai mươi hoặc ba mươi phút trước bình minh. Phạm vi phân bố lan rộng khắp miền đông và đông nam Australia, trong các khu rừng xơ cứng mở từ cồn cát ven biển đến các khu vực dưới nước cao độ, và rừng cây dọc theo những con lạch và sông. Mỏ tương đối ngắn cho loài ăn mật ong, loài này được cho là đã thích nghi với chế độ ăn của ruồi, nhện và bọ cánh cứng, cũng như mật hoa và phấn hoa từ hoa của cây như Banksia và Grevillea, và trái cây mềm. Chúng bắt côn trùng khi bay cũng như lượm lặt chúng từ tán lá của cây và bụi cây.
Một số loài ít di cư nhưng hàng trăm ngàn con di cư về phía bắc trong khoảng từ tháng 3 đến tháng 5 để dành mùa đông ở miền nam Queensland và trở lại vào tháng 7 và tháng 8 để sinh sản ở miền nam New South Wales và Victoria. Chúng tạo thành các cặp xã hội đơn thuần và đẻ hai hoặc ba quả trứng trong một cái tổ hình chén tinh tế. Tỷ lệ thành công có thể thấp và các cặp làm tổ nhiều lần trong mùa sinh sản.
Môi trường sống trong rừng ưa thích của loài chim này dễ bị ảnh hưởng bởi ảnh hưởng của việc phát quang, chăn thả và cỏ dại. Vì nó là phổ biến và phổ biến, loài ong mật mặt vàng được Liên minh Bảo tồn Thiên nhiên Quốc tế (IUCN) coi là ít quan tâm nhất để bảo tồn. Nó được coi là một loài gây hại trong vườn cây ở một số khu vực.